# Encantament de serps

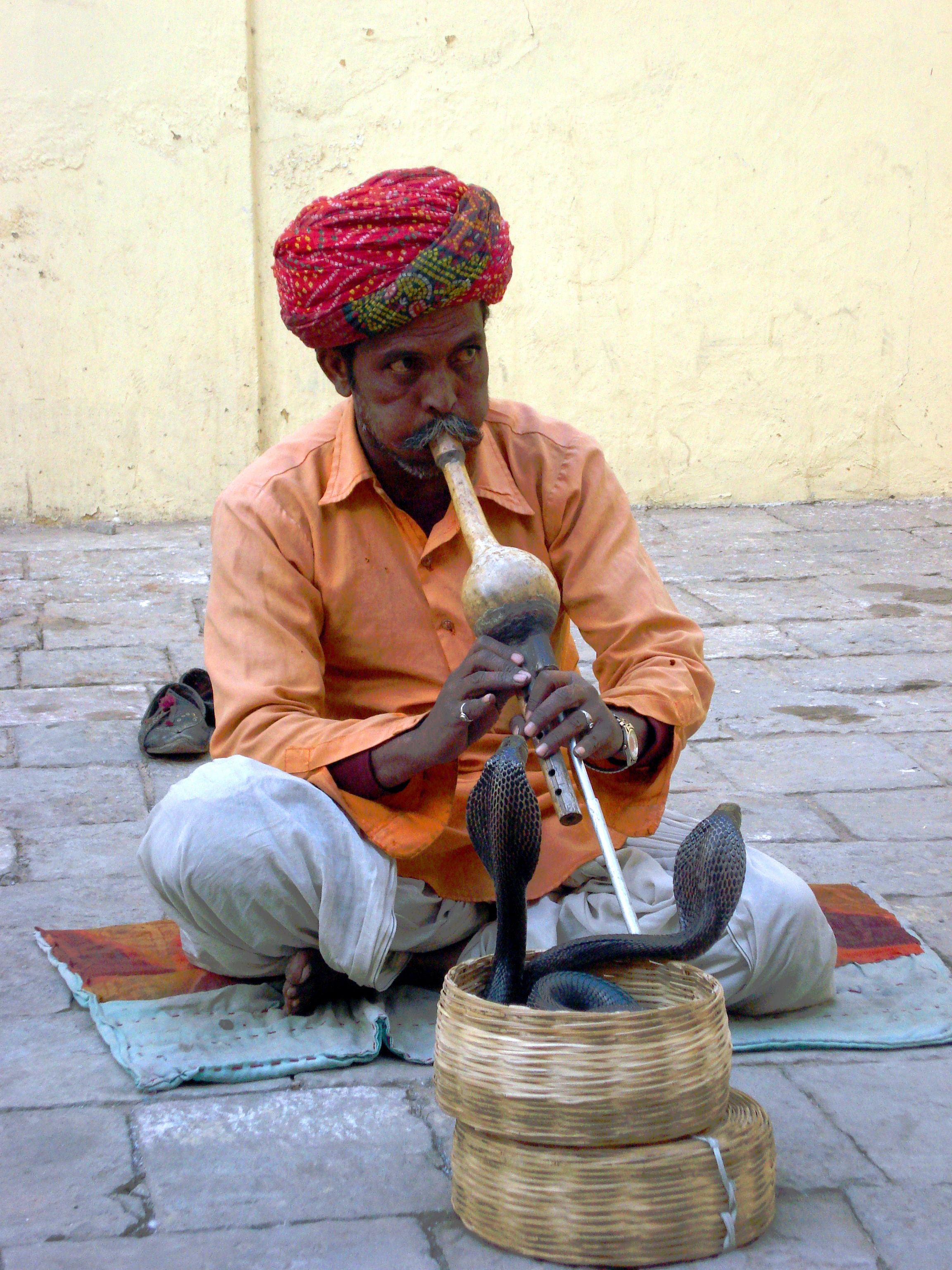
Encantador de serps a Jaipur (Índia) l'any 2008

L'encantament de serps (i cobres) és una professió que consisteix en demostrar que uns talismans fan immunes contra les picadures de les serps i/o cobres a la persona portadora per a vendre'ls mitjançant fer que una cobra: o es moga de manera que isca d'un sac o cistella al, suposadament, tocar una melodia amb el pungi o fent-les lliscar entre els braços de l'encantador. És una professió tradicional de l'Índia (concretament de la comunitat Nath i la casta dels sapera), i a Paquistan.
Tant les serps com les cobres són sordes, així que el moviment entrenat d'eixir del sac o cistella és causat per l'acte de balancejar el cos de l'encantador més els cops que li pega al recipient de manera discreta.
Les cobres presentades al públic pels encantadors estan entrenades a base de pors i estan mutilades a causa de l'entrenament a les quals són sotmeses. L'entrenament de les cobres consisteix en arrancar-les els ullals verinosos posant-los un drap davant els ulls, el qual el mosseguen i aleshores els entrenadors tiren del drap arrancant-los els ullals (el qual és l'objectiu) i col·lateralment altres dents.

## Història
Amb el comerç a la Ruta de la Seda els encantadors de serps tenien demanda pel seu exotisme als països occidentals. L'encantament de serps passà de l'Índia a Turquia, Pèrsia, Sri Lanka i Nepal.
Encara que a l'Índia s'establí una llei el 1972 que prohibia tindre serps, l'aplicació als encantadors de serps és laxa. En el temps la professió s'ha reconvertit convertint-se en rescatadors d'animals com en el cas dels encantadors que col·laboren amb l'organització Wildlife SOS.